# Belagerung von Gijón
Gijón –
Oviedo –
Alcázar von Toledo –
Mérida –
Badajoz –
Guipúzcoa –
Mallorca –
Sierra Guadalupe –
Talavera de la Reina –
Madrid –
Straße nach Coruña –
Málaga –
Jarama –
Guadalajara –
Krieg im Norden (Durango, Guernica, Santander) –
Brunete –
Belchite –
Teruel –
Cabo de Palos –
Aragon –
Ebro –
Katalonien
Die Belagerung von Gijón fand während des Spanischen Bürgerkriegs zwischen dem 19. Juli und 16. August 1936 statt.
Anarchistische Milizen auf der Seite der Zweiten Spanischen Republik belagerten die Simancas-Kaserne in der Stadt Gijón. Diese wurde von ca. 180 spanischen Armeesoldaten und Offizieren der Guardia Civil verteidigt, die sich der Revolte von General Franco angeschlossen hatten.

## Vorgeschichte
Die Revolte der nationalen Kräfte unter Franco im Juli 1936 fand nur wenig Widerhall in Asturien. Die Provinz war Franco eher feindlich gesinnt und die Milizen der Gewerkschaften CNT und UGT hatten eine Stärke von 70.000 Mann.
Der Militärgouverneur von Gijón, Oberst Pinilla, erklärte jedoch trotz dieser Umstände seine Solidarität mit Franco.

## Die Belagerung
Ende Juli 1936 war die Stadt von den Milizen vollkommen eingeschlossen. Die Belagerten litten unter einem Mangel an Munition, Waffen und Wasser. Pinilla weigerte sich jedoch zu kapitulieren, da ihn die franquistische Propaganda glauben ließ, Verstärkung sei auf dem Weg.
Mitte August gelang es den Belagerern, die Kaserne mit Hilfe von Dynamit zu stürmen. Pinilla funkte den leichten Kreuzer Almirante Cervera an und befahl, die eigene Stellung zu beschießen. Dem Befehl wurde jedoch nicht Folge geleistet, da man von einer Kriegslist der republikanischen Seite ausging. 
Die überlebenden Verteidiger wurden nach Ende der Kämpfe hingerichtet.